# Хужир (Окинський район)
Хужир (рос. Хужир) — село Окинського району, Бурятії Росії. Входить до складу Сільського поселення Бурунгольського.
Населення — 625 осіб (2015 рік).